# Pierre Radanne
Pierre Radanne est un militant écologiste français né le 19 janvier 1950. 

## Biographie
Dans les années 1970, il fonde avec Dominique Plancke le deuxième groupe des Amis de la Terre à Lille, avant de fonder la Maison de la nature et de l'environnement. Il crée « Futur Facteur 4 », un bureau d'études et de conseil spécialisé dans l'environnement[réf. nécessaire].
En 1990, il devient Président de l'association Jour de la Terre initiée par Gilliane le Gallic avec le soutien de Denys Hayes un des acteurs principaux de Earth Day 1970. En 1990 Earth day-Le Jour de la Terre s'étend dans plus de 150 pays[réf. nécessaire].
Il est directeur adjoint du cabinet de Dominique Voynet, alors ministre de l'Aménagement du territoire et de l'environnement, en 1997-1998. Il est président de l'ADEME (Agence de l'Environnement et de la Maîtrise de l'Énergie) de 1998 à 2003 et participe aux négociations de Kyoto. 
Il est ensuite consultant indépendant, expert auprès d'institutions et conférencier. Il est l'auteur de L'Énergie dans l'économie, publié en 1988, et de Énergies de ton siècle ! Des crises à la mutation, en 2005. Dans son livre, il propose une sortie du nucléaire civil avec les énergies renouvelables.
Responsable de la commission énergie des Verts, Pierre Radanne est l'auteur du rapport Facteur 4 sur la réduction des gaz à effet de serre de la France (2005).
En 2011, il fait partie l'équipe de campagne de Martine Aubry pour l'élection présidentielle de 2012.
Il est actuellement président de l'association 4D (Dossiers et Débats pour le Développement Durable) et participe au think tank Terra Nova.